# Acacia verniciflua
Acacia verniciflua é uma espécie de leguminosa do gênero Acacia, pertencente à família Fabaceae.